# Wassangari
Les Wassangari (ou Wasangari) sont une population vivant au nord du Bénin, aujourd'hui considérée comme faisant partie des Baatombu (ou Bariba).
Dans les anciens royaumes du Borgu (Boussa, Illo et Nikki, les Wassangari ont joué un rôle majeur dans plusieurs domaines : politique (ils fondent des dynasties), religieux (ils s'opposent à l'islam) et militaire (ce sont des guerriers et des cavaliers réputés).

## Ethnonyme
À l'origine, le mot  Wassangari, Wasangari, ou encore Ouassangari désigne celui qui mène une existence d’aventure. Ce mode de vie étant propre aux nobles, le mot Wassangari a finalement servi à désigner tous les Bariba ayant un sang royal. Plus tard, le mot s'est affranchi de sa connotation strictement ethnique pour désigner la classe sociale princière des nobles et des dirigeants par opposition aux Bariba roturiers.

## Histoire
Les traditions historiques et orales font des Wassangari des descendants de Kisra, figure ancestrale commune à un certain nombre de groupes ethniques et politiques partagés entre le Bénin, le Cameroun et le Nigeria. Les origines de Kisra ne font pas l'unanimité au sein des historiens. Il est tantôt présenté comme un guerrier de Mahomet ayant refusé la conversion à l'islam et ayant fui l'Arabie. Boyd et McAllister évoquent à cet effet, le roi de Badara, dans les environs de la Mecque, nommé Kishera et vaincu par Mahomet à la suite de son refus de conversion et qui se serait établi à Bussa, berceau du rayonnement wassangari. Parfois, il est décrit comme un roi perse défait par les Byzantins aux premiers siècles de l'hégire en Égypte, Kisra est de façon concordante reconnu comme le chef de file d'une migration de l'Orient vers l'Afrique subsaharienne dite "migration Kisra". Le Borgu aurait été le point de chute de cette longue migration, où les fils de Kisra bâtirent les royaumes Wassangari.

## Organisation politique
Durant la période pré-Wasangari, le Borgu était caractérisé par l'inexistence d'une force politique centralisée ou d'un système politique bien défini . Ce n'est qu'à leur arrivée que les Wassangari installeront une organisation politique élaborée basée sur des institutions rigides et un système de type féodal dans les royaumes et chefferies qu'ils mettent en place et contrôlent. Leur importante supériorité militaire a sans doute contribué à faciliter la soumission des anciens chefs de lignage. Selon Julius Adekunle, alors que la première vague de dirigeants Wasangari a établi les trois principaux royaumes et dynasties, la deuxième vague a fondé les nombreuses chefferies du sud du Nigeria Borgu aux XVIIIe et XIXe siècles. 

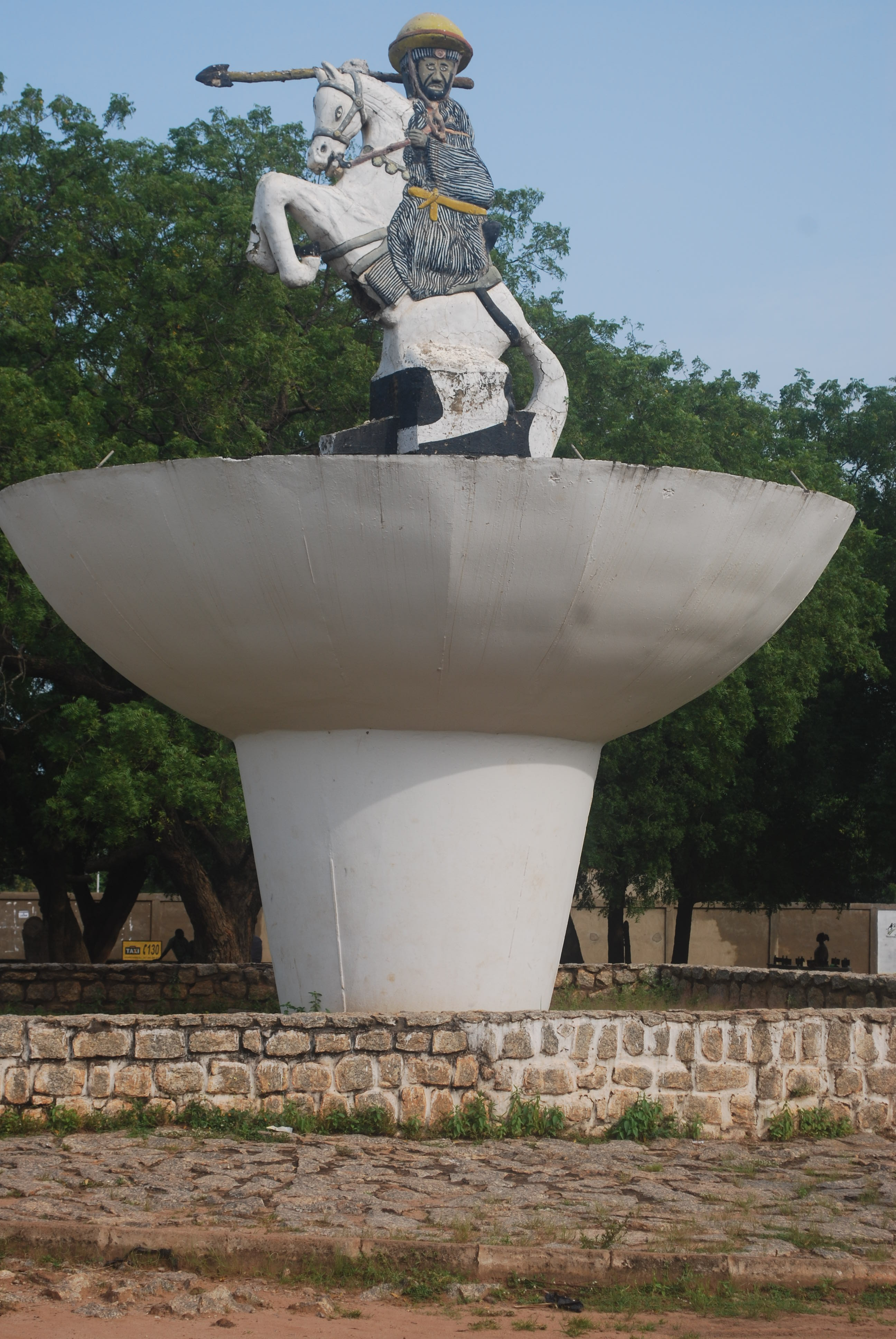
Prince guerrier Wassangari, Bio Guera.

### Filmographie
- Prof. Djibril Mama Débourou : « Les Baatombu Wassangari ne sont pas originaires de la Mecque », production Gaston Yamaro, vidéo mise en ligne le 13 mai 2016, 10 min 35 s
- Les Cavaliers Wassan'gari, film documentaire de Marino Mercuriali, Arès Film, Equidia, 2005, 26 min, extrait